# Claude Kogan
Pour les articles homonymes, voir Kogan.
Claude Kogan, née Claudette Rachel Trouillet (Paris, 21 février 1919 - Cho Oyu, 2 octobre 1959) est une alpiniste et écrivaine française.
Découvrant l'alpinisme en 1940 dans le massif des Écrins, à Ailefroide, elle réalise pendant 15 ans de nombreuses ascensions, dont plusieurs premières pour une femme alpiniste, notamment dans la cordillère des Andes et dans le massif de l'Himalaya. En 1957, elle commence à organiser une expédition internationale féminine qui doit gravir le Cho Oyu dans l'Himalaya. Elle meurt ensevelie sous une avalanche lors de cette ascension, le 2 octobre 1959.

## Biographie
Claude Trouillet naît le 21 février 1919 à Paris. Élevée par sa mère et quittant l'école à 15 ans, elle devient couturière.
Pendant la Seconde Guerre mondiale, Claude arrive à Nice après avoir franchi clandestinement la ligne de démarcation. Elle y fait la connaissance d'un groupe d'alpinistes et développe une réelle addiction pour ce sport ; elle adhère en 1940 à un club d'escalade niçois. Elle rencontre alors Georges Kogan qu'elle épouse en 1945 ; avec lui, elle s'attaque aux ascensions les plus difficiles de 1944 à 1950, notamment dans le Massif des Écrins, le Massif du Mont-Blanc et, dans les Andes, l'Alpamayo (5 950 mètres) et le Quitaraju (6 040 mètres), une première pour une cordée féminine,.
Georges Kogan meurt brutalement à Nice le 8 décembre 1951. Claude prend alors la direction de l'entreprise de confection familiale mais, parallèlement, continue ses ascensions à travers les massifs comme au Pérou avec le Salcantay (6 300 mètres) puis au Népal avec le Ganesh I (7 422 mètres) en 1952 et au Cachemire avec le Nun-Kun (7 135 mètres) en 1953. Elle fait partie de l'expédition qui en 1954 tente l'ascension du Cho Oyu dans l'Himalaya ; le groupe d'alpinistes mené entre autres par Raymond Lambert est stoppé à 450 m du sommet mais fait de Claude Kogan « la femme la plus haute de l'époque »,.

Sommets vaincus par Claude Kogan
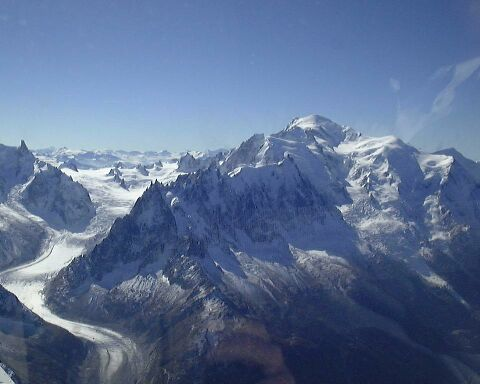
Le Mont-Blanc.
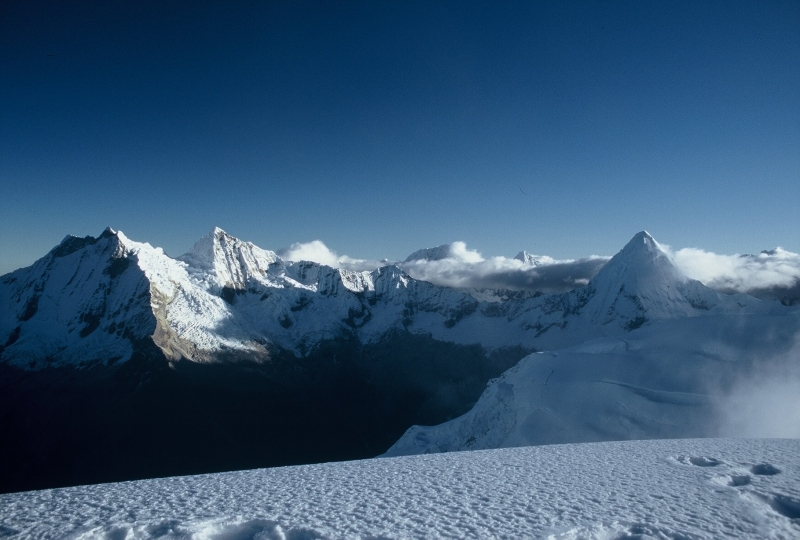
Le Quitaraju.
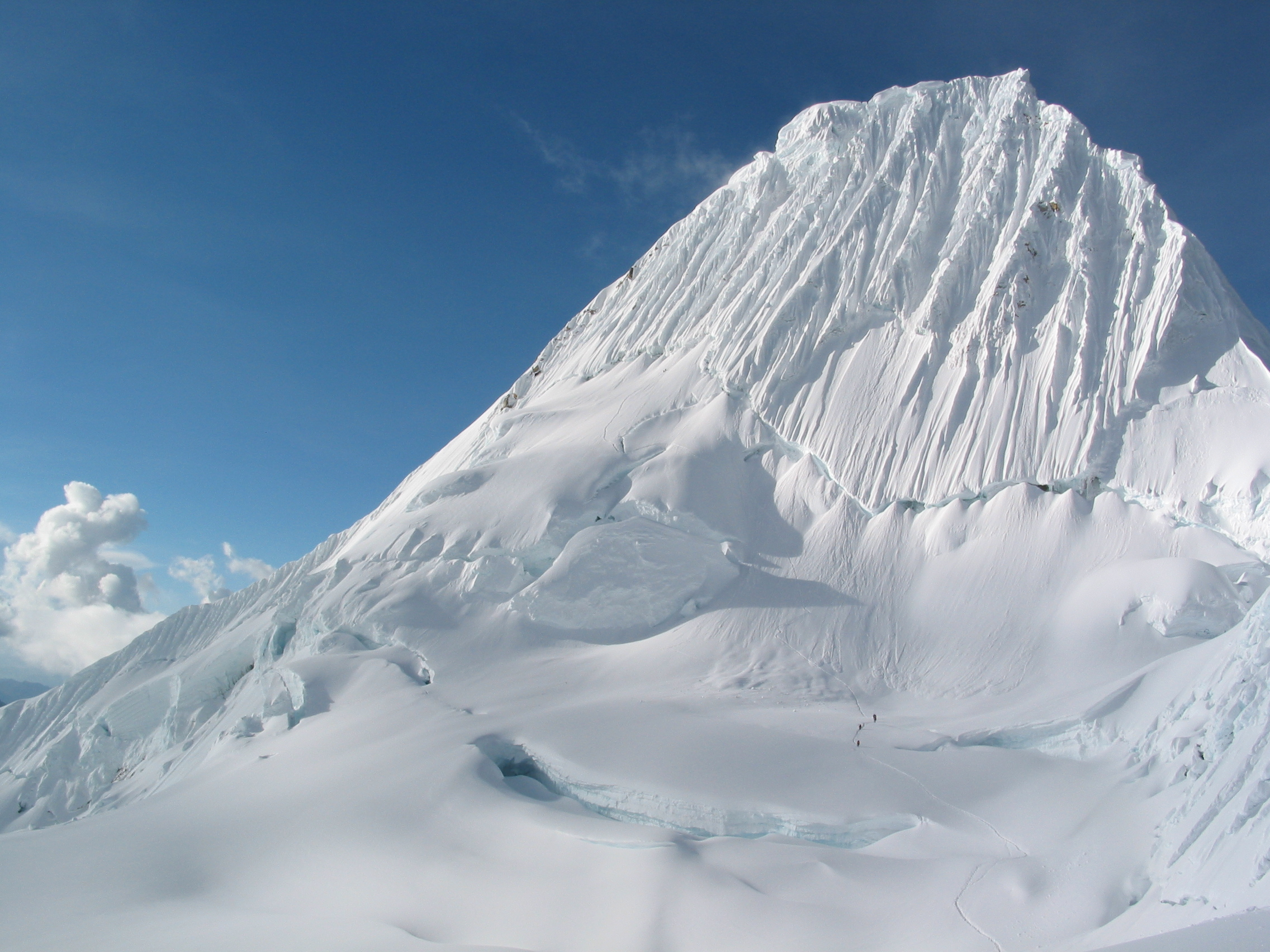
L'Alpamayo.
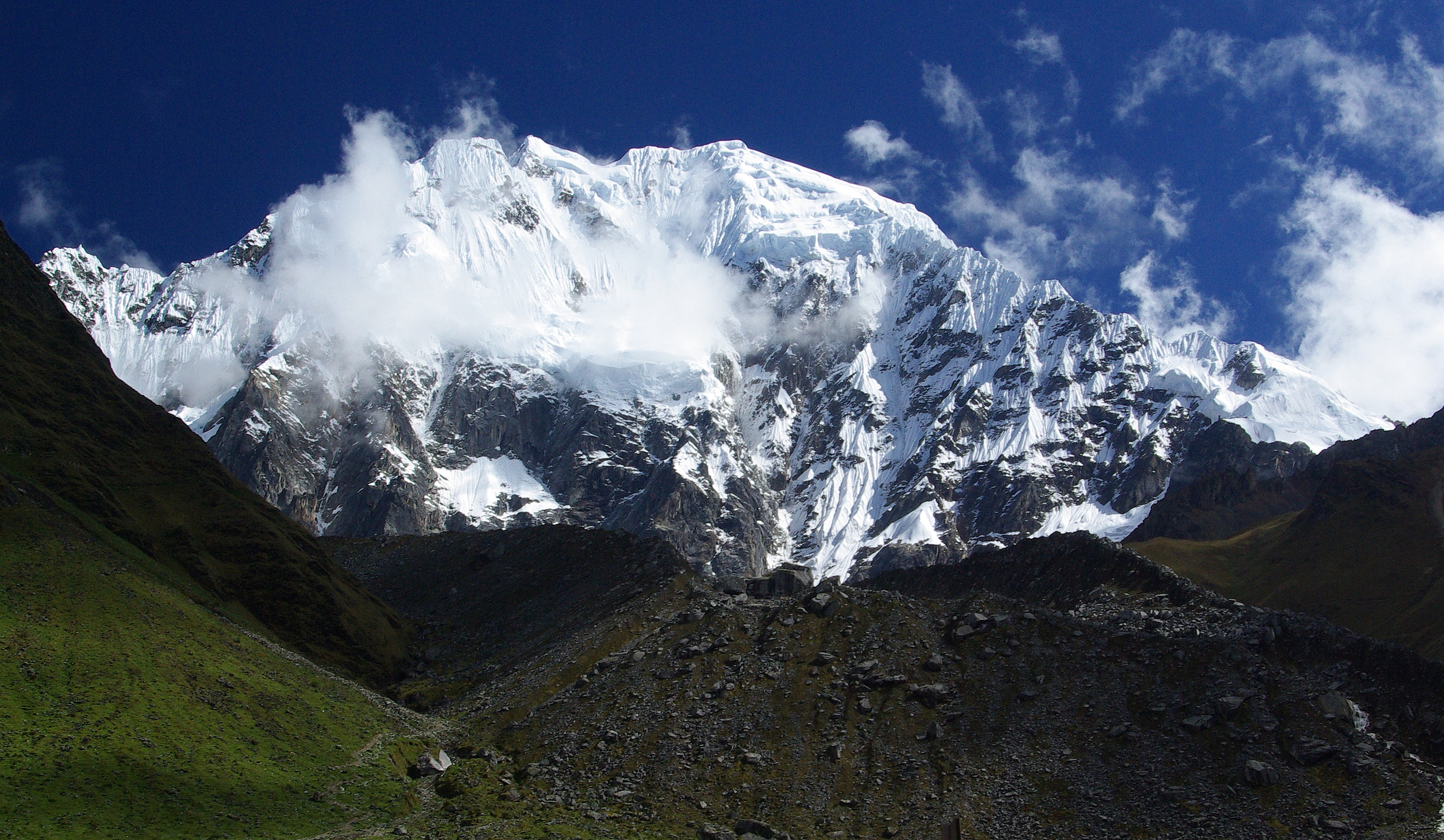
Le Salcantay.
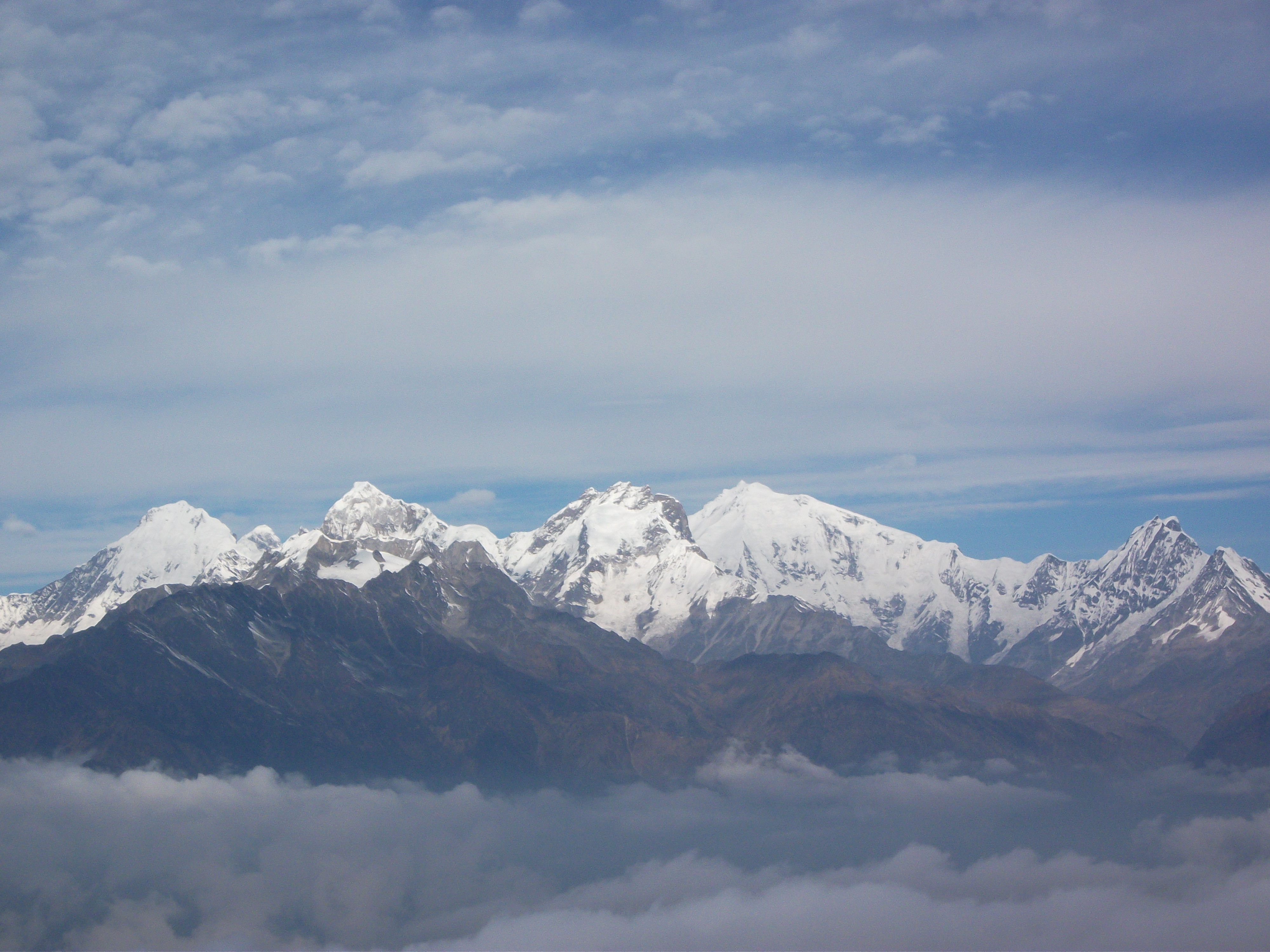
Le Ganesh I.
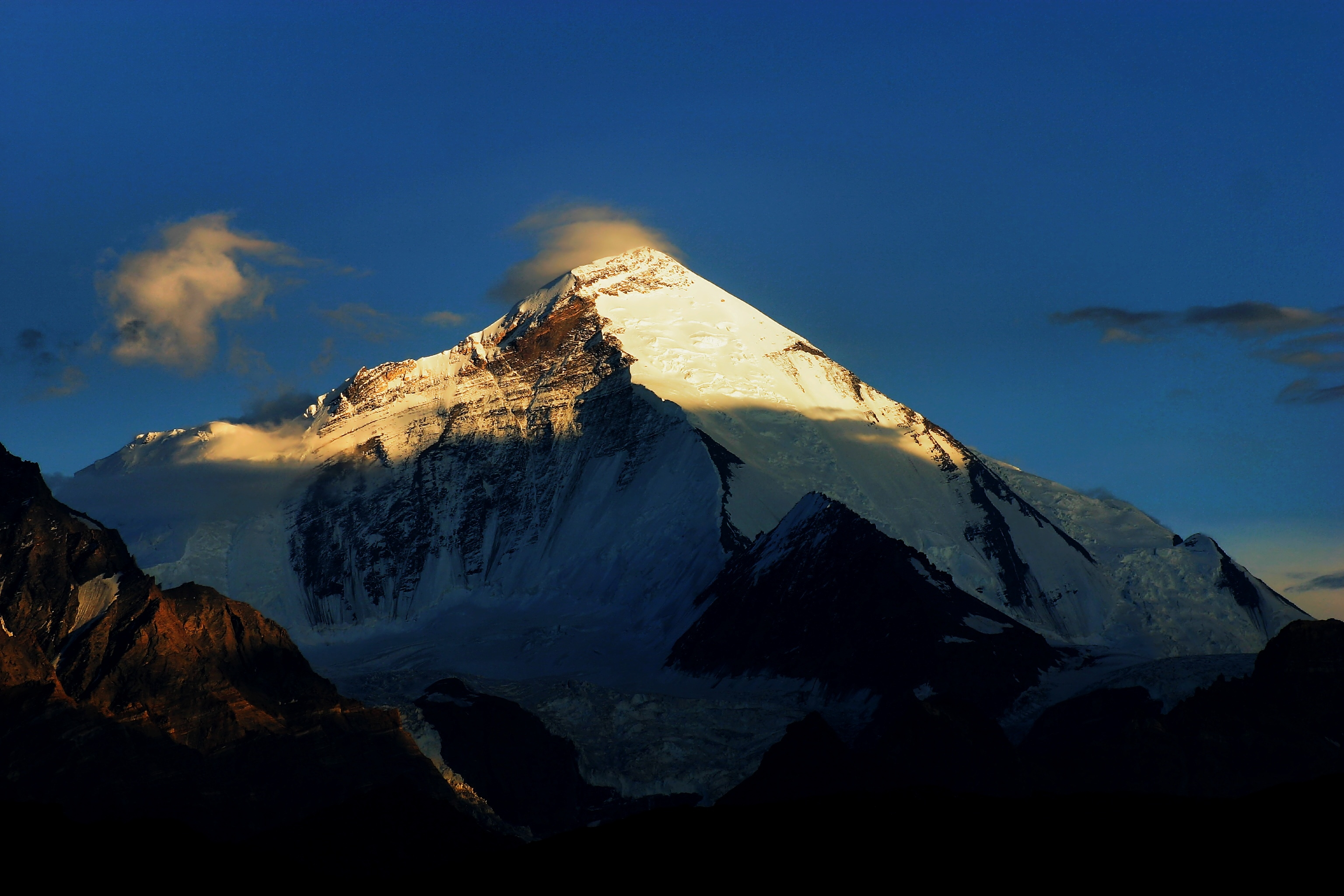
Le Nun.

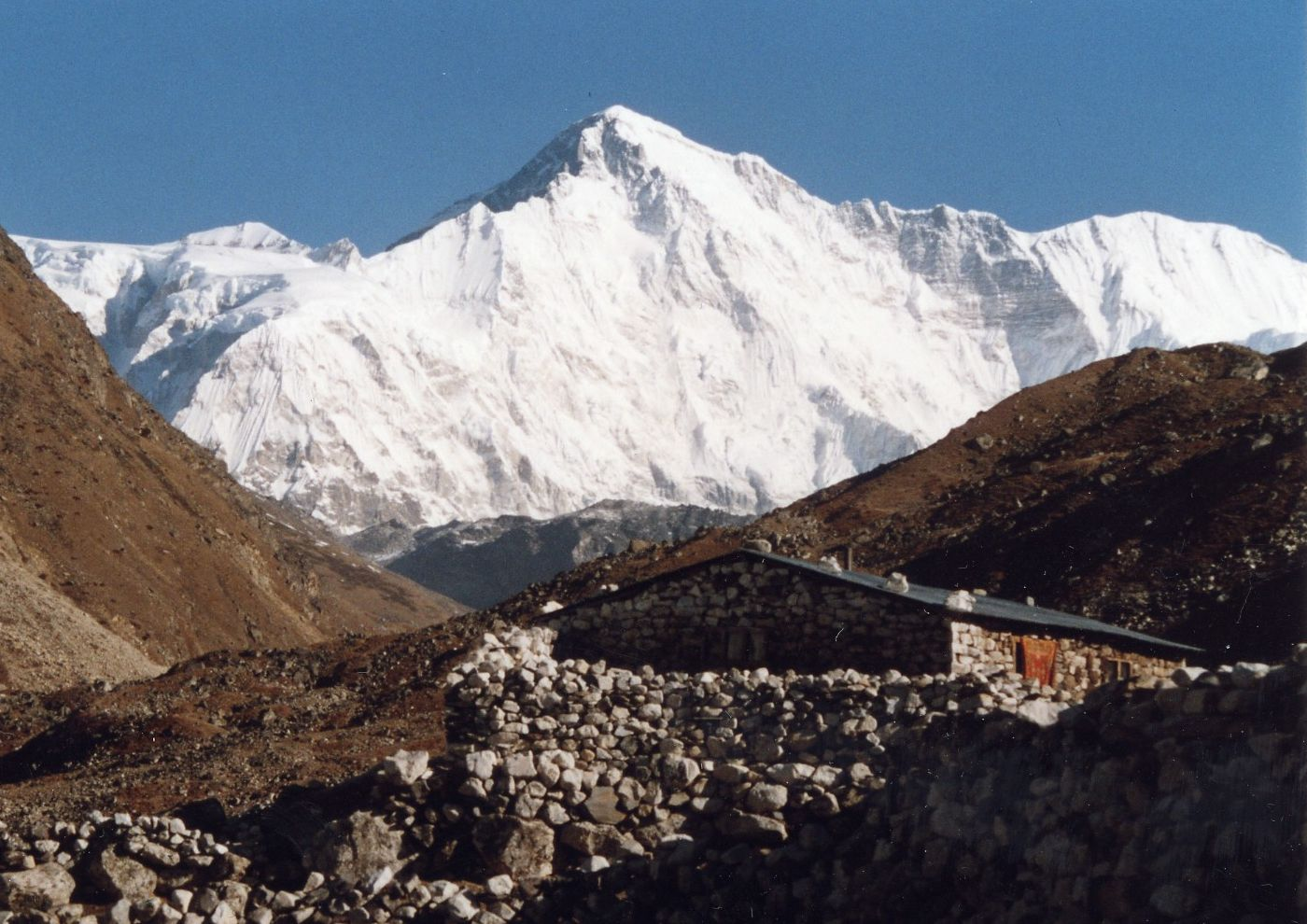
Le Cho Oyu.

En 1957, elle annonce son intention de monter une expédition internationale entièrement composée de femmes qui doit effectuer l'ascension du Cho Oyu par son versant népalais. Le projet fait l'objet de réserves, voire de dénigrement, dans le milieu de l'alpinisme. L'expédition se compose également de Jeanne Franco, Colette Le Bret et Claudine Van der Stratten (en), qui ont rapporté les évènements.
| Vidéo externe |                                                                              |
|               | Exclusif : les dernières images de Claude Kogan sur les archives de l'ina.fr |

La cordée constituée et le matériel rassemblé, les alpinistes installent leur camp de base le 16 septembre 1959. L'ascension, à proprement parler, commence le 22 septembre 1959 mais la fin de la mousson rend les conditions climatiques très difficiles, les vents atteignant peut-être 160 km/h au sommet. Claude Kogan meurt probablement le 2 octobre sur le Cho Oyu, à 40 ans, ensevelie par une avalanche dans sa tente à 7 150 m d'altitude, en compagnie de Claudine Van der Stratten et d'un sherpa. L'emplacement du camp, qui a disparu, est atteint le 11 octobre 1959 et les corps ne seront jamais retrouvés,.

## Hommages
Des rues portent le nom de Claude Kogan à Grenoble (Isère), Mérignac (Gironde), Nantes (Loire-Atlantique) et Valence (Drôme).
Le glacier Claude Kogan se trouve sur les pentes de l'Alpamayo et la dalle à Claude est un rocher d'escalade à Saint-Jeannet (Alpes-Maritimes).
Une espèce inconnue de Noctuidae, découverte au Népal lors de l'expédition de 1959, est baptisée Diarsia claudia en l'honneur de Claude Kogan.